# Hemielimaea formosana
Hemielimaea formosana är en insektsart som först beskrevs av Tokuichi Shiraki 1930.  Hemielimaea formosana ingår i släktet Hemielimaea och familjen vårtbitare. Inga underarter finns listade i Catalogue of Life.